# Maleševo (Rekovac)
Pour les articles homonymes, voir Maleševo.
Maleševo (en serbe cyrillique : Малешево) est un village de Serbie situé dans la municipalité de Rekovac, district de Pomoravlje. Au recensement de 2011, il comptait 115 habitants.

## Démographie
| 1948 | 1953 | 1961 | 1971 | 1981 | 1991 | 2002 | 2011 |
| ---- | ---- | ---- | ---- | ---- | ---- | ---- | ---- |
| 260  | 249  | 242  | 204  | 201  | 184  | 146  | 115  |

|  |